# Kościół Matki Bożej Bolesnej w Oświęcimiu
Kościół pw. Matki Bożej Bolesnej znajduje się w Oświęcimiu przy placu Kościuszki. Jest częścią założenia klasztornego sióstr serafitek. Jedyna świątynia tego zgromadzenia na świecie - poza nim zakon posiada jedynie kaplice klasztorne. 
W roku 1895 zgromadzenie sióstr serafitek zostało przeniesione do Oświęcimia z Krakowa przez matkę Małgorzatę Szewczyk. Sam kościół ukończono w 1899 r. Zbudowany został z cegły, jest jednonawowy z kruchtą, zamknięty wieloboczną absydą o sklepieniu krzyżowo-żebrowym, neogotycki. Wystrój kościoła z epoki, neogotyckie ołtarze i rzeźby wykonał Stanisław Majerski z Przemyśla. Architektura kościoła jak i założenia klasztornego nawiązuje do kościołów gotyckich z uwagi na franciszkańską duchowość zakonu serafitek. 

## Galeria zdjęć

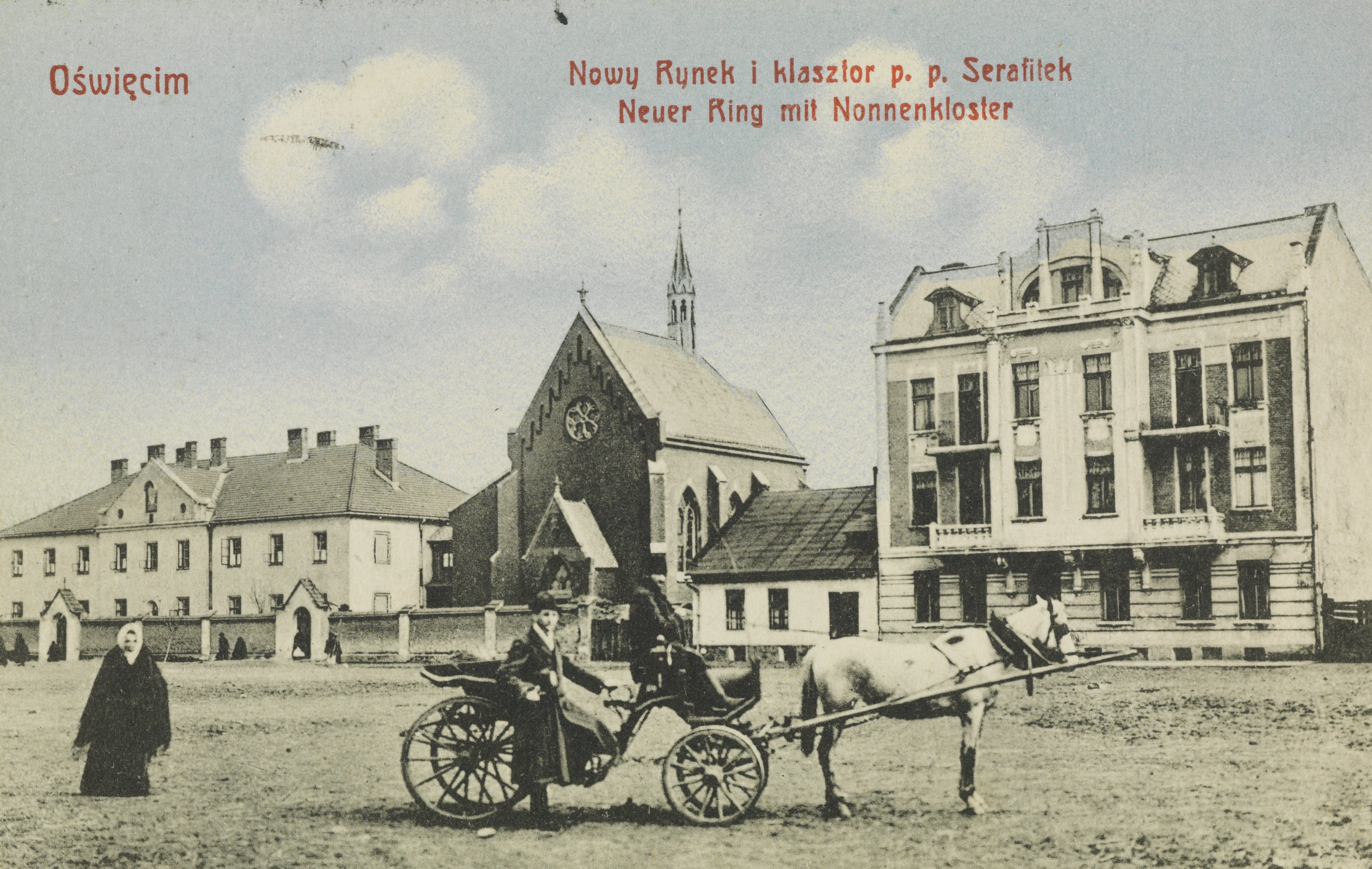
Kościół około 1910
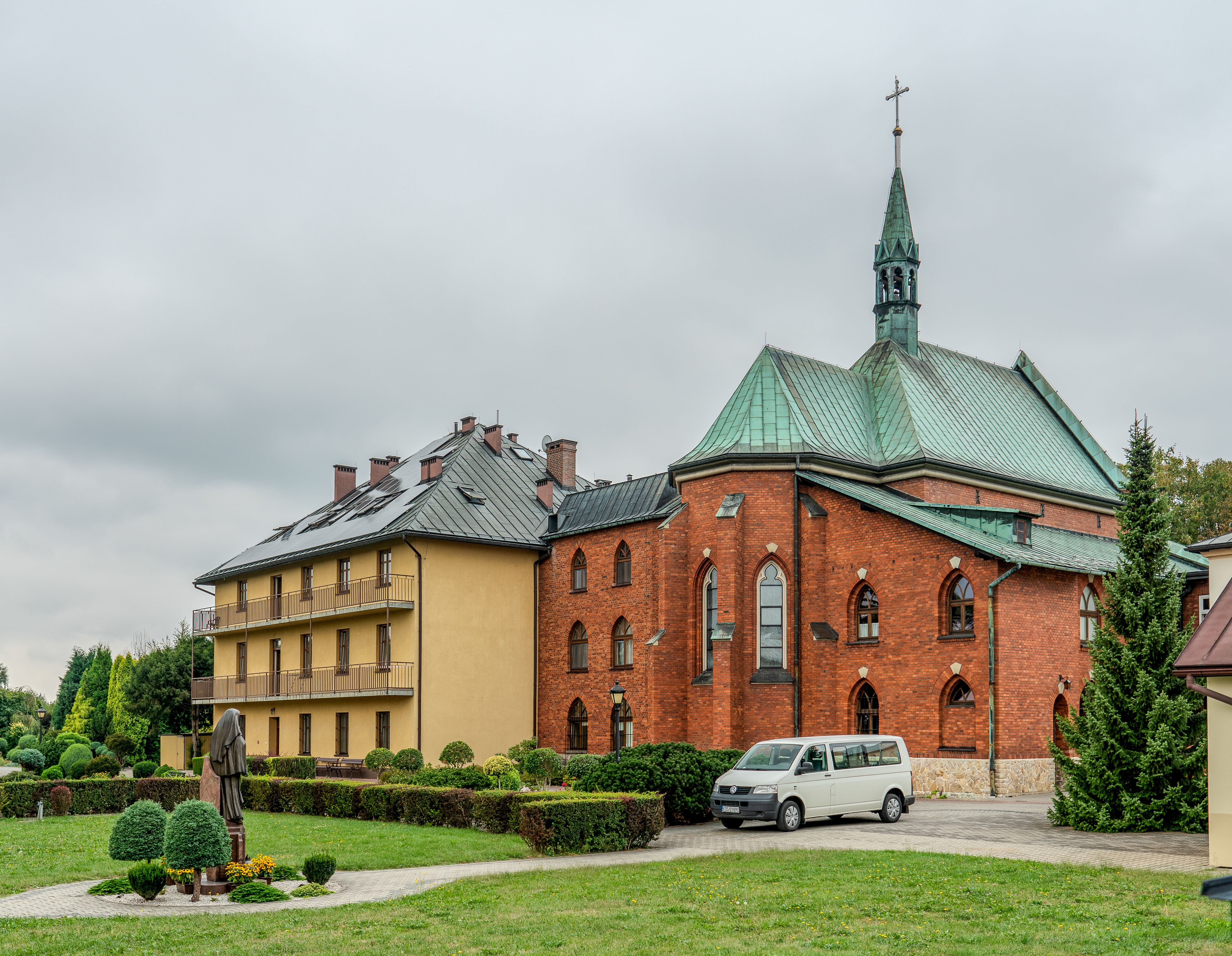
Klasztor
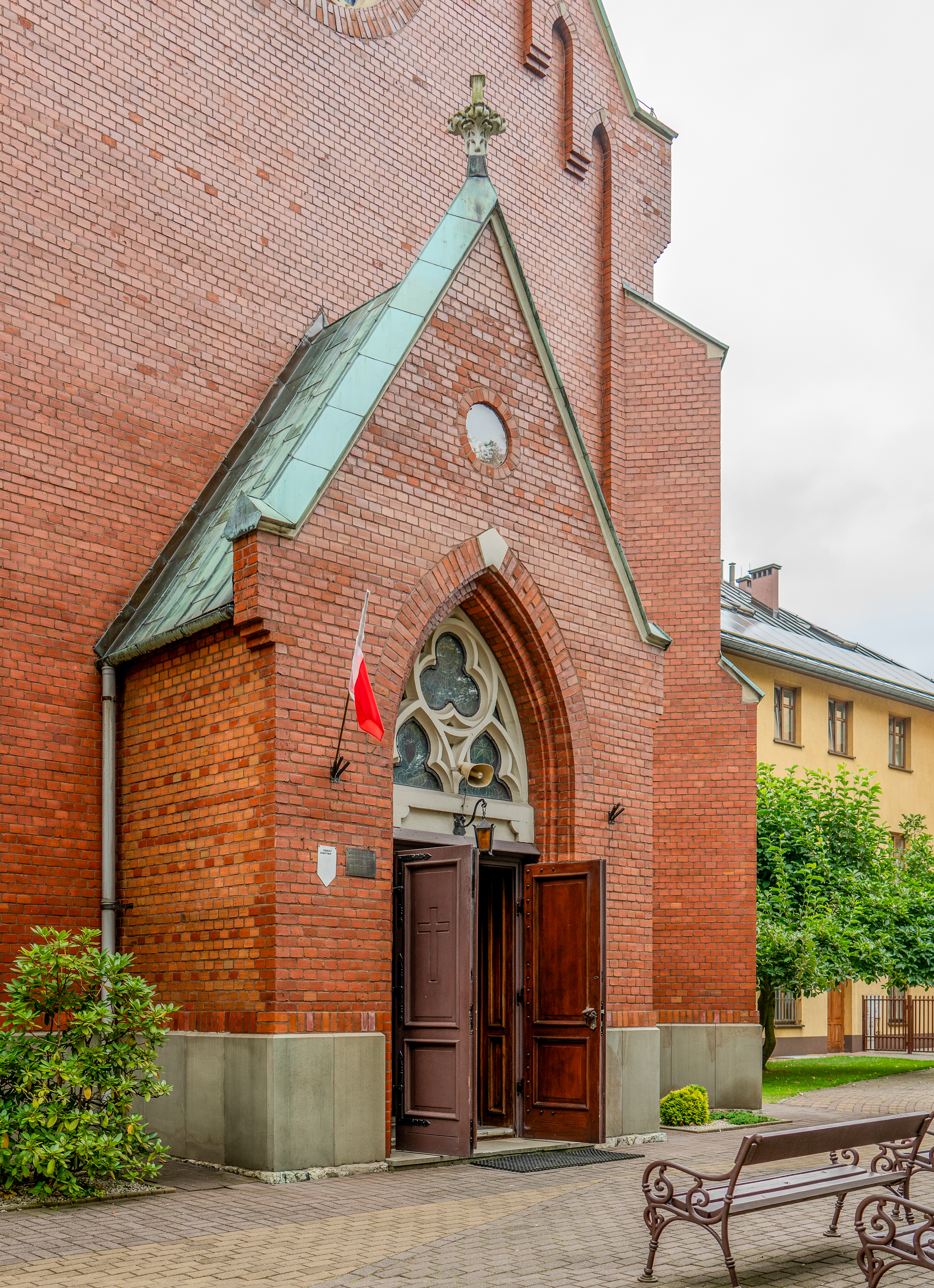
Portal
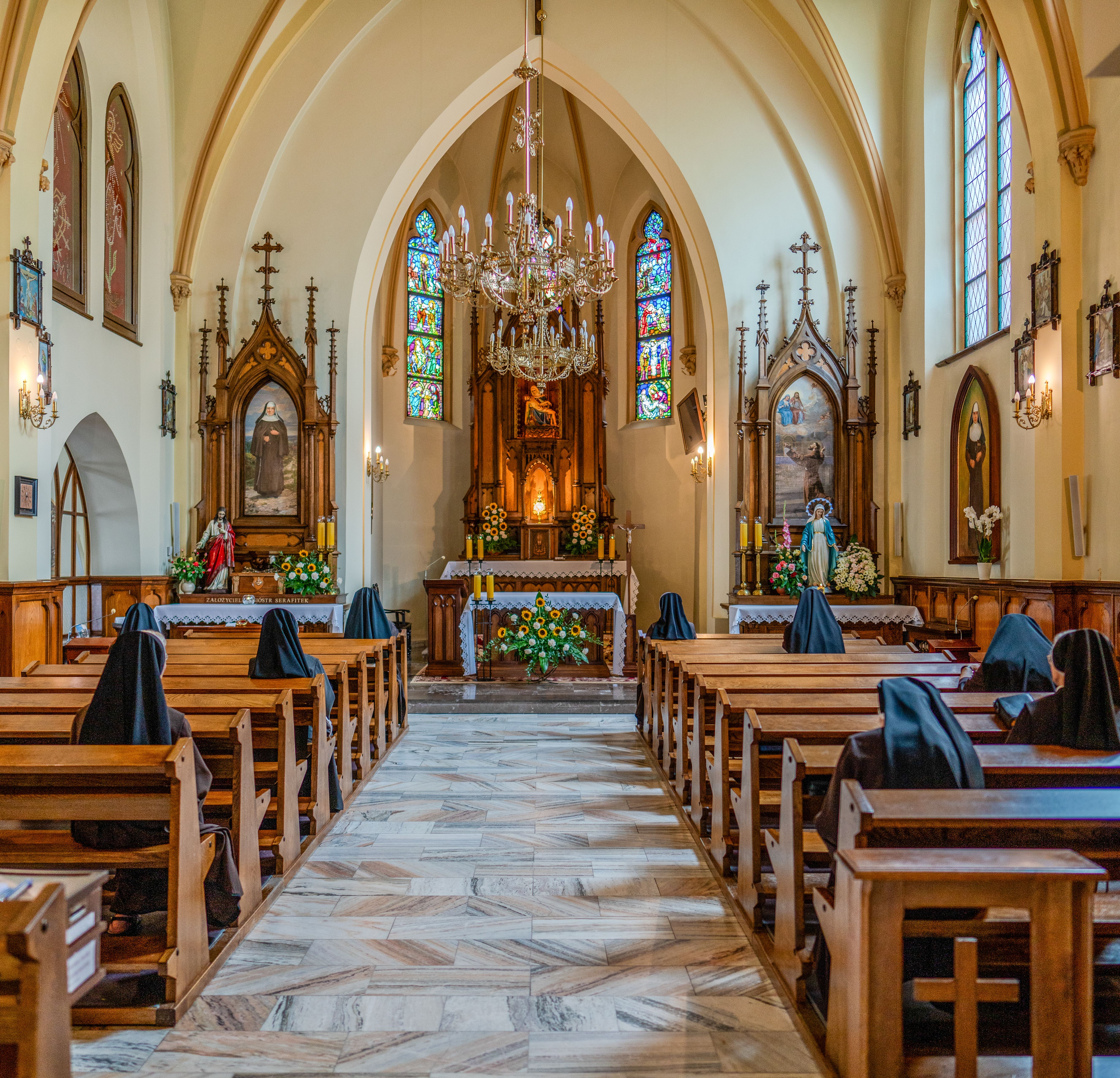
Kościół